# ChEBI
Les Chemical Entities of Biological Interest ('Chebi) (Entitats Químiques d'Interès Biològic), és una base de dades i l'ontologia d'entitats moleculars centrada en els compostos químics "petits", que és part de l'esforç dOpen Biomedical Ontologies. S'interessa per les entitats moleculars ja siguin de productes de la naturalesa o de productes sintètics però que tinguin una bioactivitat potencial. Les molècules directament codificades pel genoma, com ara àcids nucleics, proteïnes i pèptids derivats de proteïnes per escissió proteolítica, no són per regla incloses en Chebi.
Chebi utilitza la nomenclatura, el simbolisme i la terminologia aprovada per la Unió Internacional de Química Pura i Aplicada (IUPAC) i el Comitè de Nomenclatura de la Unió Internacional de Bioquímica i Biologia Molecular (NC-IUBMB).